# Menziken

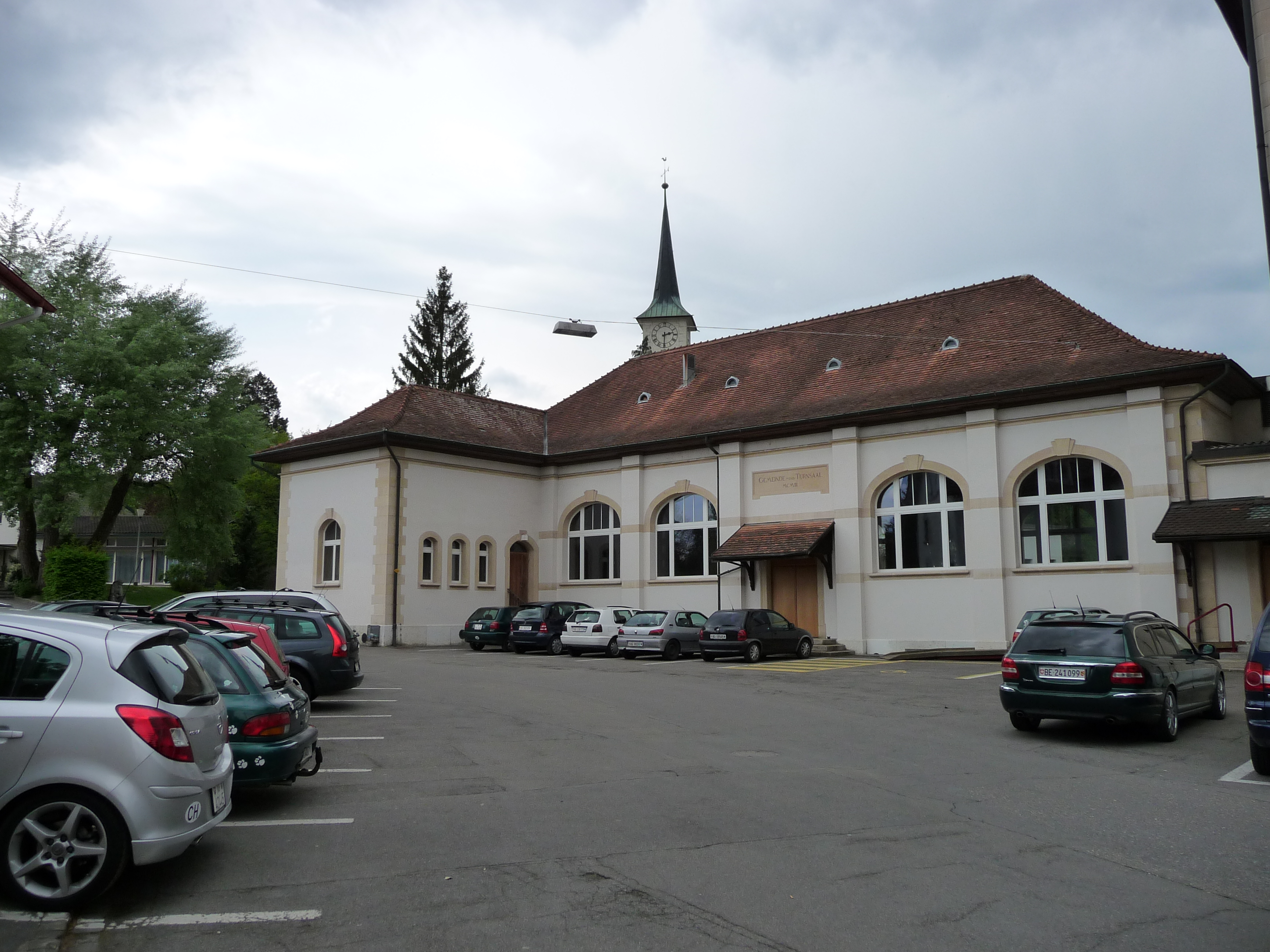
Menziken

Menziken este o comunitate în districtul Kulm, cantonul Argovia, Elveția. Localitatea se află pe cursul superior a râului Wyna.

## Date geografice
Satul se află la o altitudine de 651 m, fiind amplasat pe ambele maluri a râului Wyna. La vest pe o ramură a munților Stierenberg (872 m) se află satul Burg. Cele cinci sate Menziken, Burg, Beinwil am See, Rickenbach și Reinach, în prezent sunt unite, formând împreună o comunitate cu o populație de peste 17.000 de locuitori. Comunitatea deține în total o suprafață de 638 ha. don care 149 ha. este ocupată de păduri, iar 187 ha. este ocupată de clădiri. 

## Istoric
Pe Valea Wyne au fost găsite urme de așezări omenești din epoca bronzului, ca și urme a civilizației romane.  Prin secolul VII s-au așezat alamanii, satul este aminitit prin 1045 într-un document istoric sub numele de Manzinchouen. În Evul Mediu satul este proprietatea conților de Lenzburg, iar din 1173 trece în proprietatea conților de Kyburg, ca apoi să devină prorietate Habsburgă. 
Procesul de industrializare a regiunii a început prin anii 1729, când au apărut primele țesătorii, manufacturi. Produsele de tabac și textile ale regiunii erau cunoscute, ele fiind exportate în Elsass, Lombardia și Savoya. Prin secolul XX a început să fie prelucrat aluminiul și să fie produse autocamioanele Herkules. Din anii 1900 a fost construită pe vale prima cale ferată.